# Portilla
Portilla – gmina w Hiszpanii, w prowincji Cuenca, w Kastylii-La Mancha, o powierzchni 32,91 km². W 2011 roku gmina liczyła 78 mieszkańców.